# Pierre Hentges
Pierre Hentges (* 4. September 1890 in Bonneweg; † 24. Dezember 1975 in Luxemburg) war ein luxemburgischer Kunstturner.

## Biografie
Pierre Hentges startete bei den Olympischen Sommerspielen 1912 in Stockholm. Er nahm an drei der vier Turnwettkämpfe teil. Im Einzelmehrkampf belegte er den 18. Rang.
Die luxemburgische Turnriege um Pierre und seinen älteren Bruder François Hentges, außerdem Nicolas Adam, Charles Behm, André Bordang, Jean-Pierre Frantzen, Michel Hemmerling, Jean-Baptiste Horn, Nicolas Kanivé, Émile Knepper, Nicolas Kummer, Marcel Langsam, Émile Lanners, Maurice Palgen, Jean-Pierre Thommes, François Wagner, Antoine Wehrer, Ferdinand Wirtz und Joseph Zuang belegte im „Freien System“ den fünften und letzten Platz (81,50 von 125 möglichen Punkten). Im Mannschaftsmehrkampf am Folgetag fehlte den Luxemburgern mit Adam, Behm, Bordang, Hemmerling, den Gebrüdern Hentges, Horn, Kanivé, Kummer, Langsam, Lanners, Thommes, Wagner, Wehrer, Wirtz und Zuang knapp ein Punkt zum Gewinn der Bronzemedaille. Die Riege belegte am Ende mit 35,95 von 60 möglichen Punkten den vierten Rang vor der deutschen Mannschaft.